# Stefan Haschke

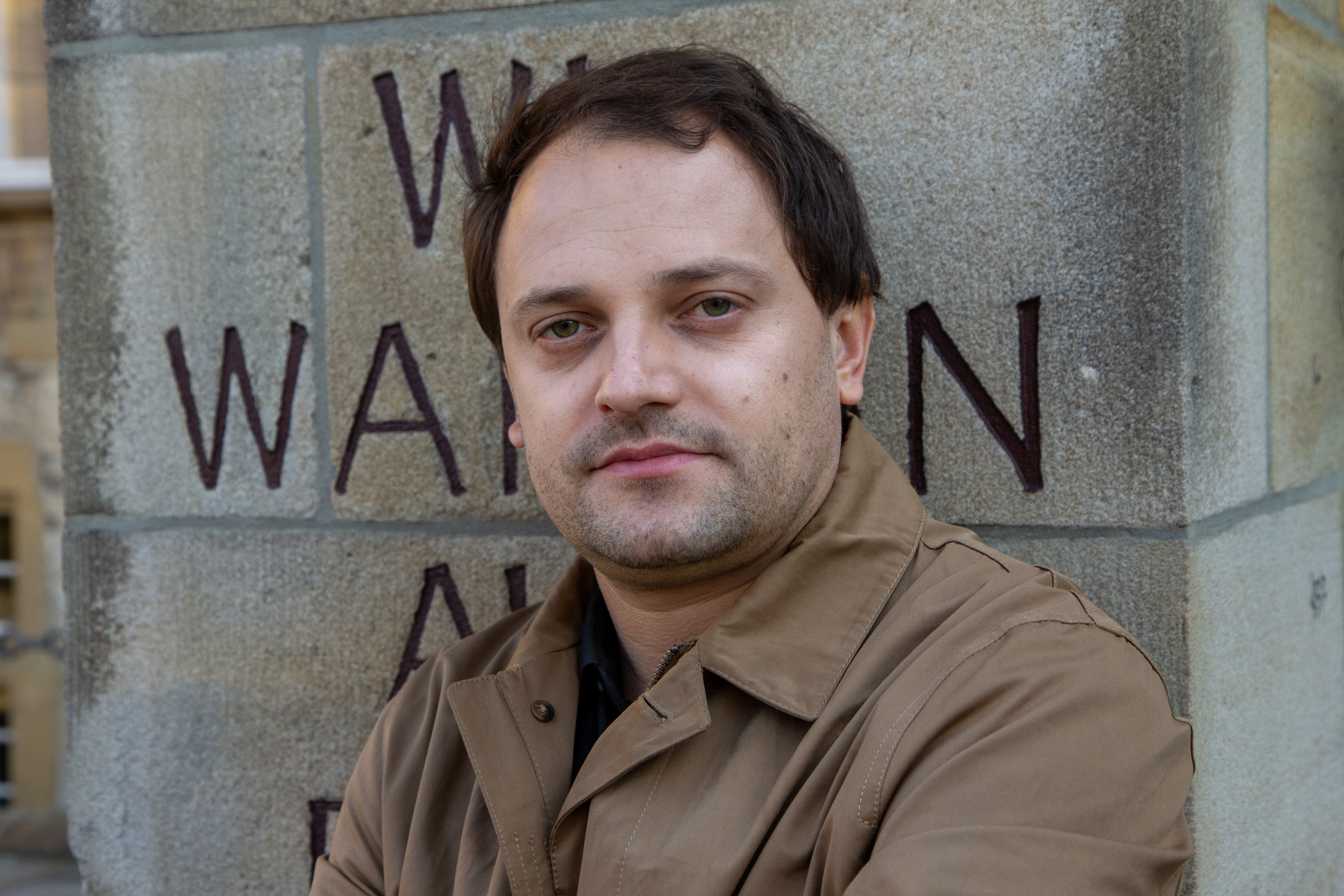
Stefan Haschke (2018)

Stefan Haschke (* 28. September 1982 in Leipzig) ist ein deutscher Schauspieler im Fernsehen und auf der Theaterbühne. Außerdem arbeitet er als Hörspielsprecher.

## Leben

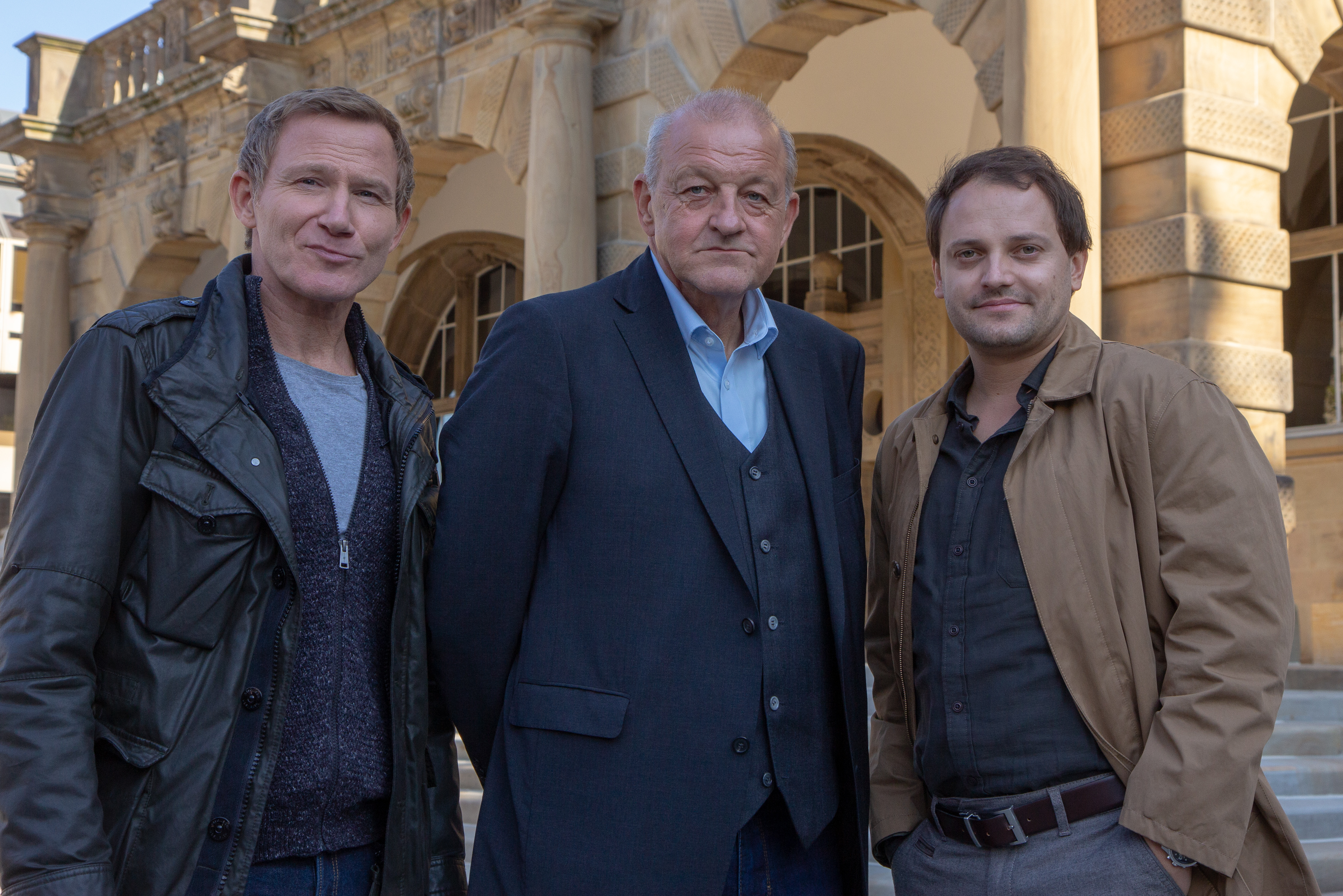
Haschke am Set von Wilsberg mit Roland Jankowsky und Leonard Lansink im Oktober 2018 in Bielefeld

Haschke wuchs in Leipzig auf. Seine Schauspielausbildung erhielt er von 2004 bis 2008 an der Hochschule für Musik und Theater Hamburg. In diesem Rahmen wurde er auch in Clownerie, Maskenspiel und Pantomime ausgebildet.
Größere Bekanntheit erlangte er durch die Ausstrahlung der ARD-Serie Elvis und der Kommissar, in der er in der durchgehenden Rolle des tragikomischen Kriminalpolizisten Uli Pröttl neben Jan-Gregor Kremp und Ruth Maria Kubitschek zu sehen war.
Stefan Haschke lebt mit Frau und Tochter in Osnabrück. Seit der Spielzeit 2013/14 ist er festes Ensemblemitglied am Theater Osnabrück.

## Theater (Auswahl)
- 2000–2001:  Kids – Kinder- und Jugendtheater Leipzig
- 2002–2003:  Jojo – Kinder- und Jugendtheater Leipzig
- 2005–2006:  Unten (Nachtasyl) – Deutsches Schauspielhaus Hamburg
- 2005–2006:  Der kaukasische Kreidekreis – Deutsches Schauspielhaus Hamburg
- 2007:       Parzival – Thalia Theater Hamburg
- 2008:       Nur Pferden gibt man den Gnadenschuss – Altonaer Theater Hamburg
- 2008:       Herr Lehmann – Altonaer Theater Hamburg
- 2008:       Der Auftrag – Deutsches Schauspielhaus Hamburg
- 2009:       Das Maß der Dinge – Kammerspiele Hamburg
- 2010:       Wenn ihr euch totschlagt, ist es ein Versehen... – Deutsches Schauspielhaus Hamburg
- 2010:       Pünktchen und Anton – Deutsches Schauspielhaus Hamburg
- 2011:       Amphitryon – Ernst-Deutsch Theater Hamburg
- 2011:       Das Ding – Deutsches Schauspielhaus Hamburg
- 2011:       Hiob – Deutsches Schauspielhaus Hamburg
- 2012:       Der große Gatsby – Deutsches Schauspielhaus Hamburg
- 2013:       Rain Man – Hamburger Kammerspiele

## Filmografie

### Kino
- 2008:  Krabat
- 2010:  Goethe!

### Fernsehen
- 2007: Tatort – Macht der Angst (ARD)
- 2007: Elvis und der Kommissar (ARD)
- 2008: Notruf Hafenkante – Spätfolgen (ZDF)
- 2009: Großstadtrevier (ARD)
- 2009: Der gestiefelte Kater (ARD)
- 2010: SOKO Leipzig – Der Aufstand (ZDF)
- 2011: Da kommt Kalle – Ungebetener Besuch (ZDF)
- 2012: Notruf Hafenkante – Schwarzer Tod (ZDF)
- 2015: Tatort – Kollaps (ARD)
- seit 2018: Tanken – mehr als Super (ZDF neo)
- seit 2019: Wilsberg (ZDF)
  - 2019: Wilsberg – Ins Gesicht geschrieben
  - 2020: Wilsberg – Bielefeld 23
  - 2020: Wilsberg – Wellenbrecher
  - 2022: Wilsberg – Ungebetene Gäste
  - 2023: Wilsberg – Wut und Totschlag
  - 2024: Wilsberg – Datenleck
  - 2024: Wilsberg – Blut geleckt
- 2020: Hausen (Fernsehserie, Sky)
- 2021: Nord bei Nordwest – Der Anschlag (ARD)
- 2023: SOKO Köln: Vaterfreuden (ZDF)
- 2025: Tatort: Abstellgleis

## Hörspiele (Auswahl)
- Matthias Wittekindt: Die blaue Jacht. Regie: Sven Stricker. Radio-Tatort, NDR 2012.

## Auszeichnungen
- 2006 Einzeldarstellerpreis beim Schauspielschultreffen München
- 2009 Rolf-Mares-Preis für seine Darstellung in Herr Lehmann und Maß der Dinge in den Hamburger Kammerspielen und im Altonaer Theater
- 2009 Boy-Gobert-Preis für seine Darstellung in Herr Lehmann und Maß der Dinge in den Hamburger Kammerspielen und im Altonaer Theater